# Norman Alling
Norman Alling   (Rochester, 8 de febrer de 1930 - 22 de març de 2022) va ser un matemàtic estatunidenc.

## Vida i Obra
Alling es va doctorar a la Universitat de Colúmbia el 1958, sota la direcció de Robert L. Taylor. amb una tesi sobre grups ordenats. Al llarg de la seva carrera, va ser professor a les universitats de Colúmbia, Purdue, M.I.T i Harvard, abans de ser contractat el 1965 per la universitat de Rochester en la qual va romandre fins a la seva jubilació el 1992. Va morir el 2022.
Alling es va interessar en un ampli espectre de temes matemàtics, des de la teoria dels grups ordenats fins a les superfícies de Riemann, inclosos els nombres surreals. Va ser membre de la Societat Americana de Matemàtiques des de 1955.